# Конобрій Євген Олегович
Євген Олегович Конобрій (рос. Евгений Олегович Конобрий; 17 серпня 1985, м. Магнітогорськ, СРСР) — російський хокеїст, воротар. Виступає за «Сокіл» (Красноярськ) у Вищій хокейній лізі. Кандидат у майстри спорту.
Вихованець хокейної щколи «Металург» (Магнітогорськ). Виступав за «Горняк» (Рудний), «Нафтовик» (Леніногорськ), «Сокіл» (Новочебоксарськ), «Дизель» (Пенза), «Спартак» (Москва), «Крила Рад» (Москва), «Лада» (Тольятті).